# 亞利桑那州第三國會選區
亞利桑那州第三國會選區（英語：Third Congressional District of Arizona）是美国亞利桑那州的九個國會選區之一，始於1963年，2013年起位於該州的西南部。
該選區在1983年以來一直支持共和黨，直至2013年代表本區競逐議席的、民主黨的魯爾・格里哈爾瓦當選為止。現任眾議員為民主黨的魯本·加萊戈。